# Бологово (Ростовский район)
Бологово — деревня в Петровском сельском поселении Ростовского района Ярославской области.

## География
Деревня расположена в 91 км от Ярославля, 33 км от Ростова, 12 км от Петровского в окружении леса и сельскохозяйственных полей.

## Население
| 2007 | 2010 |
| ---- | ---- |
| 2    | →2   |

По состоянию на 2008 год в деревне проживало 6 человек, в 2020 году — 12 человек.

## Инфраструктура
Основа экономики — личное подсобное хозяйство. Имеются два пруда.
Почтовое отделение №152130, расположенное в посёлке Петровское, на октябрь 2022 года обслуживает в деревне 12 домов.

## Транспорт
От автодороги М8 «Холмогоры» до деревни асфальтовая дорога. В самой деревне грунтовая дорога.